# Saint-Voir
Saint-Voir ist eine französische Gemeinde mit 201 Einwohnern (Stand: 1. Januar 2022) im Département Allier in der Region Auvergne-Rhône-Alpes (vor 2016 Auvergne). Sie gehört zum Arrondissement Vichy und ist Mitglied im Gemeindeverband Communauté de communes Entr’Allier Besbre et Loire. Die Bewohner werden Saint-Voiriens und Saint-Voiriennes genannt.

## Geografie
Saint-Voir liegt etwa neunzehn Kilometer südsüdöstlich von Moulins. Das Gemeindegebiet wird vom Fluss Luzeray durchquert. Umgeben wird Saint-Voir von den Nachbargemeinden Mercy im Norden, Thionne im Osten, Treteau im Süden, Gouise im Westen sowie Neuilly-le-Réal im Nordwesten.

## Bevölkerungsentwicklung
| Jahr                       | 1962 | 1968 | 1975 | 1982 | 1990 | 1999 | 2006 | 2011 | 2019 |
| Einwohner                  | 329  | 294  | 240  | 234  | 196  | 200  | 199  | 197  | 194  |
| Quellen: Cassini und INSEE |      |      |      |      |      |      |      |      |      |

## Sehenswürdigkeiten
- Kirche St-Voir
- Kapelle von Le Verger, Monument historique seit 1989

Siehe auch: Liste der Monuments historiques in Saint-Voir

## Weblinks

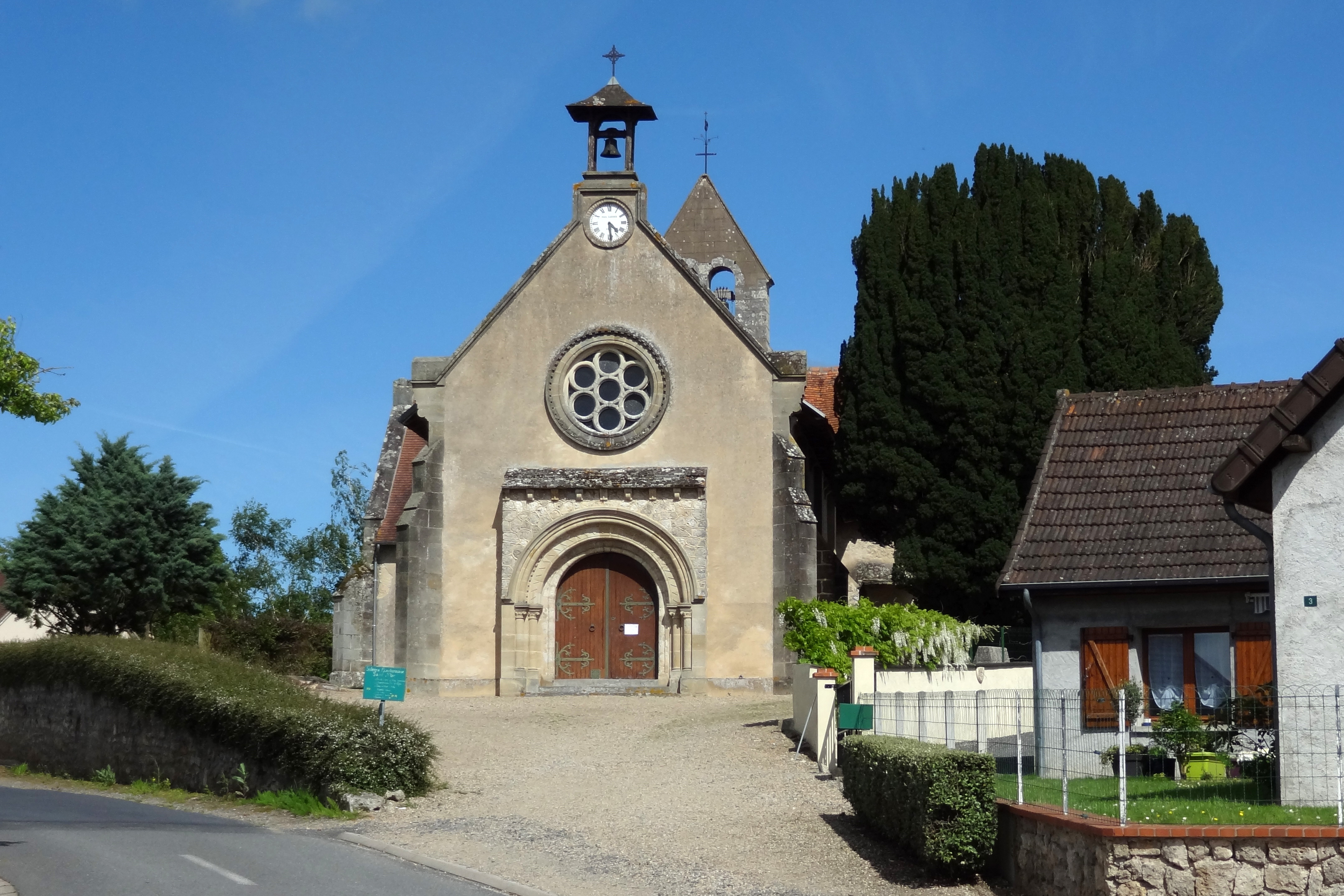
Kirche St-Voir